# Traberg
|  | Denne artikel er oprettet af botten PalnaBot ud fra en ekstern database. Den kan derfor have sproglige fejl eller mangler. Denne skabelon kan fjernes efter kontrol af indholdet. |

Traberg er en film instrueret af Jørgen Leth efter manuskript af Jørgen Leth.

## Handling
I en blanding af dokumentarisme og fiktion følger Jørgen Leth sin ven, Ebbe Traberg, fra Spanien til Haiti. Trabergs historie bliver samtidig udgangspunktet for at skildre Haitis nærmest surrealistiske virkelighed.